# Folke Ericson
Folke Carl Wilhelm Ericson, född 17 mars 1906 i Malmö, död 11 juni 1987, var en svensk jurist, ämbetsman och ledamot av Kungliga Musikaliska Akademien.
Folke Ericson, som var son till en landskontorist, studerade juridik vid Lunds universitet, blev jur.kand. 1932 och gjorde tingstjänstgöring 1933–1936. Därefter följde en karriär i Kungl. Maj:ts kansli, där han blev amanuens i Finansdepartementet 1937 och 1:e amanuens 1939, var e.o. 2:e kanslisekreterare i Jordbruksdepartementet 1939–1941, utsågs till 1:e kanslisekreterare i Finansdepartementet 1942, blev kansliråd 1947 och chef för löne- o pensionsavdelningen i Finansdepartementet 1948 samt slutligen utsågs expeditionschef i Civildepartementet 1950. Ericson utnämndes 1961 till generaldirektör och chef för Statens pensionsverk och var generaldirektör och chef för Statens tjänstepensionsverk (SPV) 1963–1971.
Han var Kungliga Musikaliska Akademiens kamrerare 1941–1966 och ledamot av akademiens styrelse 1963–1974. Han invaldes den 17 januari 1952 som ledamot 662 av akademien.

## Utmärkelser
- Kommendör med stora korset av Nordstjärneorden, 5 juni 1971.[3]